# Hatsuo Rōyama
Hatsuo Rōyama (盧山 初雄, Rōyama Hatsuo), né le 31 mars 1948, est l'un des experts actuels du karaté Kyokushinkai, avec le grade de Kudan ("9e dan"). Il est le dirigeant (Kaicho) avec Hiroto Okazaki (actuel Kancho) de l'organisation internationale Kyokushin-kan, fondée en 2002 et basée à Kawaguchi (Honbu Dojo), préfecture de Saitama (Japon).

## Palmarès de compétiteur (combats kyokushin)
5th All Japan Tournament (1973) : vainqueur.
6th All Japan Tournament (1974) : troisième.
1st Kyokushin World Open Tournament (1975) : deuxième (battu en finale par Katsuaki Sato).